# Arte antiguo de Arabia del Sur

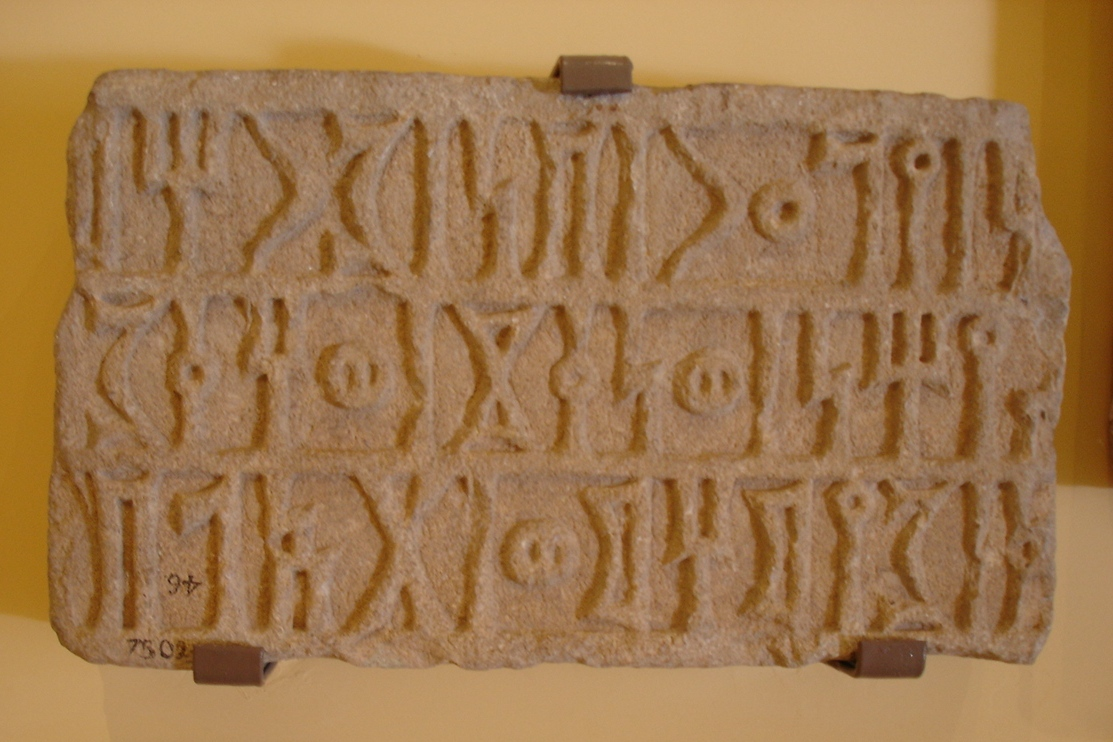
Antigua inscripción árabe del, en una antigua lengua sudarábiga. Museo arqueológico de Estambul.

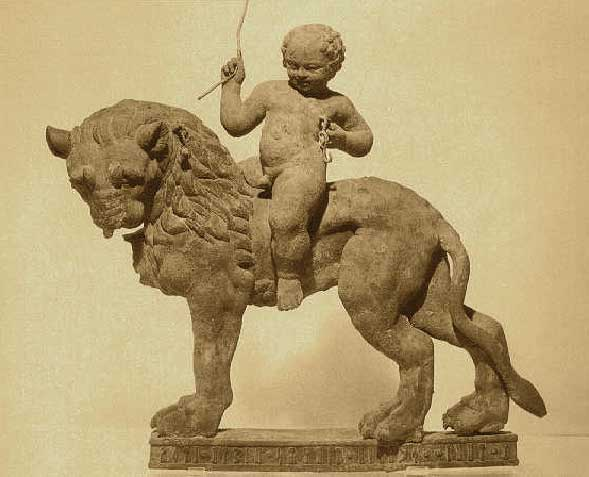
León de bronce con un jinete, hecho en Qataban circa 75-50 a. C.

El Arte antiguo de Arabia del Sur se originó en el III milenio antes de Cristo hasta e siglo VII. En las culturas preislámicas de la Península arábiga en las zonas costeras del Golfo Pérsico.

## Historia y desarrollo
El arte antiguo árabe experimentó su primer florecimiento a principios del I milenio a. C. en la época de la cultura clásica de Arabia del Sur, centrada en los reinos de los sabeos y los mineos en el Yemen moderno. El siglo V a. C. marcó la edad de oro del reino de Saba, cuyos principales centros fueron Marib y Shibam,  región conocida por los romanos como Arabia Felix (Arabia Feliz) como resultado de su riqueza.
Las formas geométricas y estilizadas típicas del arte antiguo de Arabia del Sur, tanto en escultura como en arquitectura, adoptaron formas más suaves en el siglo V a. C. El reino de los nabateos, establecido en el norte de la península arábiga a finales del siglo IV a. C., actuó como intermediario entre las culturas árabes y las del Mediterráneo.
Los reyes de Himyar se hicieron con el control de Arabia del Sur a finales del siglo III. Con la expansión islámica en la segunda mitad del siglo VI, el arte nabateo sur-árabe fue desplazado por el arte islámico primitivo.

## Periodización
Dado que los estudios sobre la antigua Arabia del Sur se han concentrado durante mucho tiempo en la investigación filológica de las antiguas inscripciones de Arabia del Sur, la cultura material de Arabia del Sur ha recibido poca atención académica, por lo que se ha trabajado poco en la procedencia de los artefactos. Las periodizaciones únicamente se han desarrollado para algunas regiones y todavía no es posible una periodización general del arte de Arabia del Sur. Como resultado, los artefactos antiguos del sur de Arabia se clasifican por características estilísticas, no por cronología. Jürgen Schmidt ha propuesto una división general del arte de Arabia del Sur en tres períodos. Según él, la primera fase se ve que los motivos individuales comienzan a desarrollarse, la segunda cómo las formas artísticas individuales se canonizan, y en el último período hay cierta influencia de los estilos extranjeros, particularmente el arte griego.

## Arquitectura

### Métodos de construcción

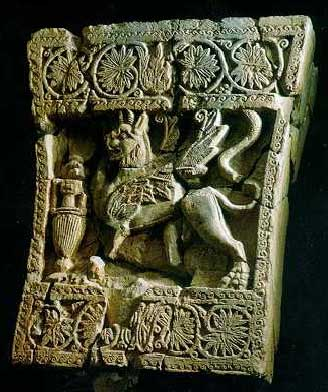
Capitel decorado de un pilar del palacio real de Shabwa; contexto estratigráfico: primera mitad del siglo III a. C.

A diferencia de Mesopotamia, la antigua Arabia del Sur estaba dominada por edificios de piedra. Únicamente en las zonas costeras y en la capital Hadhramaut de Shabwa también había grandes cantidades de estructuras de adobe. Para los edificios monumentales se utilizaron grandes bloques de piedra tallada, que se colocaron juntos sin mortero y con piedra no tallada que requería mortero. Mortero de cal, lodo y asfalto se utilizaron como materiales de unión. En paredes altas, también se insertaron puntales verticales de plomo y pernos y soportes horizontales. Únicamente se alisó la cara exterior de las piedras. Las paredes más grandes eran a menudo de doble capa, con los lados ásperos de las piedras que colindaban entre sí dentro de la pared. Posiblemente por razones estéticas, las paredes de las estructuras monumentales estaban inclinadas, y los contrafuertes o pequeños bastiones ayudaban a mantener la estabilidad de la pared. En el siglo V a. C. aparece un nuevo tipo de trabajo en piedra, en el que se pulen los bordes de las piedras y se picotea el centro de las caras vistas. Este estilo 'marginalmente bosquejado' cambió con el tiempo, haciendo posible un arreglo cronológico de las paredes construidas en este estilo.
Las paredes interiores estaban enlucidas con yeso —a veces con pinturas murales— o recubiertas con revestimiento de piedra, con pinturas que imitaban bloques de sillería y a veces incluso con frisos tridimensionales. Poco se sabe sobre la construcción del techo, aunque la bóveda sobrevive en las tumbas de caja- sencillos techos de gabletes decorados con imágenes. Las planchas de mármol o alabastro translúcido de 3 cm de espesor, a veces con decoración incisa, servían como cristales. Las columnas eran un elemento estructural muy importante. Hasta el siglo V a. C. eran monolitos sin decorar de sección rectangular o cuadrada. Este tipo de columna se encuentra en el vestíbulo de entrada del templo Awwam y Ḥaram-Bilqīs en Marib, por ejemplo. A partir del siglo V a. C., las esquinas se redujeron hasta convertirse en columnas redondas. A partir del siglo V, las columnas también tenían capiteles, inicialmente simples zócalos, que posteriormente se desarrollaron en varias formas. A partir del siglo II a. C., estas formas fueron influenciadas significativamente por la arquitectura helenística y más tarde sasánida la influencia es también detectable.

### Arquitectura secular

Plano de la ciudad interior de Shabwa.

Las excavaciones arqueológicas de los antiguos asentamientos del sur de Arabia revelan una cultura cívica altamente desarrollada con técnicas de riego complejas. Por ejemplo, la presa de Marib se remonta al siglo IX a. C. y sus restos todavía son visibles. Incluso se pueden ver restos sustanciales del siglo VI a. C. Había ciudades con edificios públicos hechos de bloques de piedra caliza pulida con inscripciones que nombraban a sus constructores, junto con puertas de la ciudad, fortificaciones, calles, templos, mercados y residencias reales.
Como muestran las inscripciones, existían numerosas ciudades fortificadas en el sur de la Arabia preislámica. La arqueología hasta ahora únicamente ha revelado instalaciones cívicas; los asentamientos no fortificados todavía no han sido investigados arqueológicamente. Las ciudades a menudo estaban ubicadas en valles en áreas elevadas naturales o artificiales, que las protegían de las inundaciones. Las ciudades también se fundaron en mesetas o al pie de las montañas, como en el caso de la capital himyarita, Zafar. La mayoría de las antiguas ciudades de Arabia del Sur eran rectangulares o casi rectangulares, como Marib y Shabwa. Un ejemplo notable de este plano de ciudad rectangular es la capital de Minaean, Qarnawu. El plano rectangular de esa ciudad tiene una calle principal que atraviesa el centro y las calles laterales que la cortan perpendicularmente a intervalos regulares, lo que indica una planificación central, ya sea en el momento de la fundación original o después de un evento de destrucción. Sin embargo, también se encuentran planos urbanos redondos y completamente irregulares. En comparación con otras ciudades del Cercano Oriente, las antiguas ciudades del sur de Arabia tenían un área total relativamente pequeña; la ciudad más grande de Arabia del Sur, Marib, cubría solo 110 ha.
Todas las ciudades estaban protegidas por un muro de la ciudad (dos muros consecutivos en el caso de Shabwa), con al menos dos puertas, que podían protegerse mediante torres. El curso de los muros, que simplemente estaba estructurado o incluía bastiones, tenía que seguir el terreno, especialmente en las regiones montañosas, y esto es lo que creaba los planos irregulares de la ciudad. A veces las ciudades estaban protegidas por ciudadelas, como en Shabwa, Zafar, Cana y la Ciudadela de Radaa.

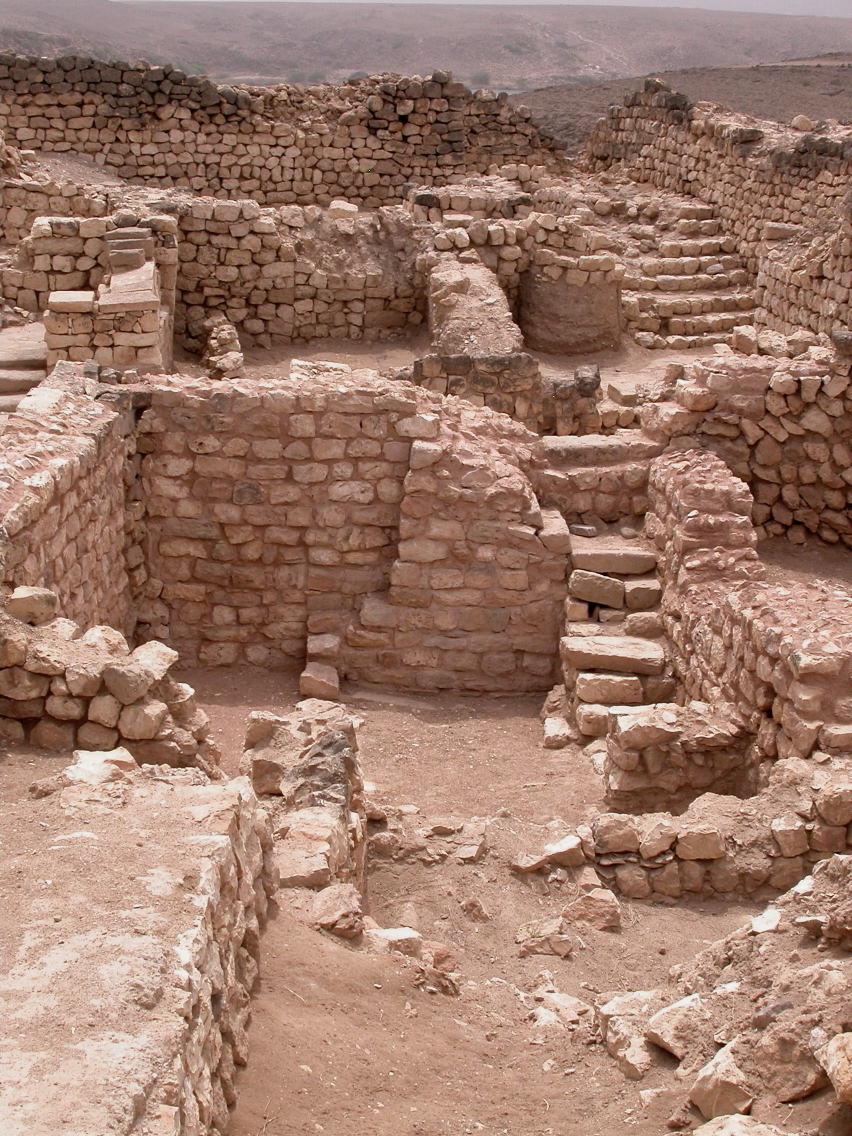
Ruinas de Khor Rori, situadas en Salalah.

Debido a la falta de investigación arqueológica, los centros cívicos hasta ahora son poco conocidos. En Timna, en Qataban, había un gran espacio abierto dentro de la puerta sur, desde donde las calles corrían en varias direcciones. Además de los edificios residenciales normales, se han detectado fortalezas, palacios y templos en varias ciudades. Únicamente se han realizado excavaciones sustanciales en Khor Rori y Shabwa. También en Shabwa, un gran espacio abierto se encontraba en el interior de la puerta, con el palacio real a un lado. Desde este espacio abierto, una calle ancha corría directamente a través de la ciudad, con calles más pequeñas que cruzaban esta calle principal en ángulo recto.
Además de las fortificaciones cívicas, también hay otras fortificaciones, que se ubicaron en cruces importantes o puntos clave en el sistema de riego. Todavía existen ruinas sustanciales de tales fortalezas,  pero ninguna ha sido excavada. Incluso así, está claro que estas fortalezas contenían barrios residenciales, así como templos y fuentes de agua. Para asegurar áreas enteras, se construyeron muros de barrera, que bloqueaban pases y cuellos de botella similares, como el muro de Libna, que habría bloqueado el camino de Cana a Shabwa.
Debido al clima, los sistemas de riego eran necesarios para la agricultura. Los elementos más simples de estos sistemas fueron varios tipos de pozos y cisternas. Las cisternas más grandes podían albergar hasta 12.800 m³. Para la eficiencia de estos pozos y ciudadelas, las redes de canales eran esenciales. Estos recogieron y almacenaron el agua de los uadis cuando llovía. El ejemplo más impresionante de estas estructuras es la presa de Marib, que bloqueó el uadi de Dhana con un tramo de casi 600 m y canalizó su agua a través de dos compuertas en dos «canales primarios», que la distribuyeron a los campos, por medios de una red de canales más pequeños. Dichas estructuras también han sido detectadas o documentadas por inscripciones en otros lugares. En Najrán, los acueductos fueron tallados en los acantilados para alejar el agua. En varios lugares de Arabia del Sur, especialmente en los pasos de montaña, se construyeron caminos pavimentados, que a veces tenían muchos kilómetros de largo y varios metros de ancho.

### Arquitectura religiosa

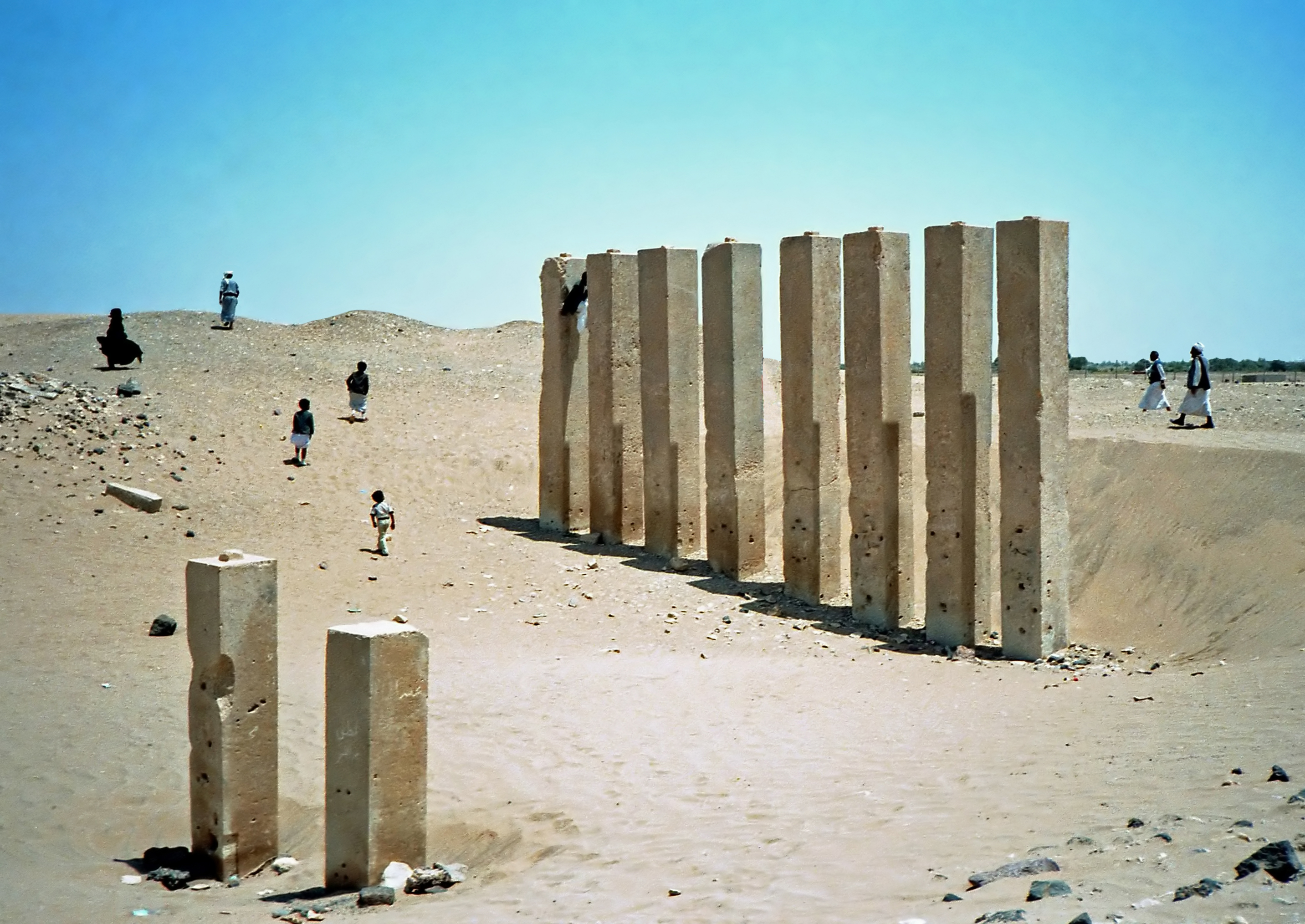
Ocho pilares monolíticos (fila de pilares del propileos) de siete metros de altura entrada al peristilo del templo de Awwam (1988).

En comparación con las estructuras seculares, los templos son generalmente más conocidos, por lo que ha sido posible desarrollar una posible tipología e historia de desarrollo. A continuación se describen los sistemas propuestos por Jürgen Schmidt y (con más detalle) M. Jung, que tienen en cuenta tanto los planos como el aspecto real de la estructura. Esto reemplazó la tipología de Adolf Grohmann Adolf Grohmann que únicamente tenía en cuenta los diferentes tipos de planos. Comparativamente pocos templos han sido excavados hasta la fecha, por lo que estos esquemas siguen siendo provisionales.
Los santuarios más antiguos del sur de Arabia pertenecen al período prehistórico y eran simples monolitos de piedra, a veces rodeados de círculos de piedra o muros de mampostería sin mortero. En una segunda fase, se construyeron templos reales. Estos templos eran simples estructuras rectangulares de piedra sin techos. Sus interiores eran inicialmente muy diferentes entre sí. Algunos edificios de culto en Jabal Balaq al-Ausaṭ al suroeste de Marib, que consisten en un patio y una celda tripartita, enlazan con un tipo de templo que únicamente se encuentra en Saba, de planta rectangular y propileno, dividido en dos partes: un patio interior con pilares en tres lados y una cella tripartita. Schmidt incluye en este tipo el templo del dios de la luna Wadd construido alrededor del año 700 a. C. entre Marib y Sirwah en Wadd ḏū-Masma, así como el templo construido por Yada'il Dharih I en Al-Masajid, que está rodeado por un muro rectangular. Ejemplos posteriores de este esquema se encuentran en Qarnawu (siglo V a. C.) y Al-Huqqqa (siglo I a. C.). El vestíbulo de entrada del gran Templo de Awwam en Marib podría pertenecer a este grupo, este templo data de los siglos IX-V a. C. y consistía en una estructura ovalada de sillería de más de 100 metros de longitud, unida a un vestíbulo de entrada rectangular rodeado por un peristilo formado por 32 pilares monolíticos de cinco metros de altura. Únicamente quedan algunos rastros de esta estructura hoy en día.

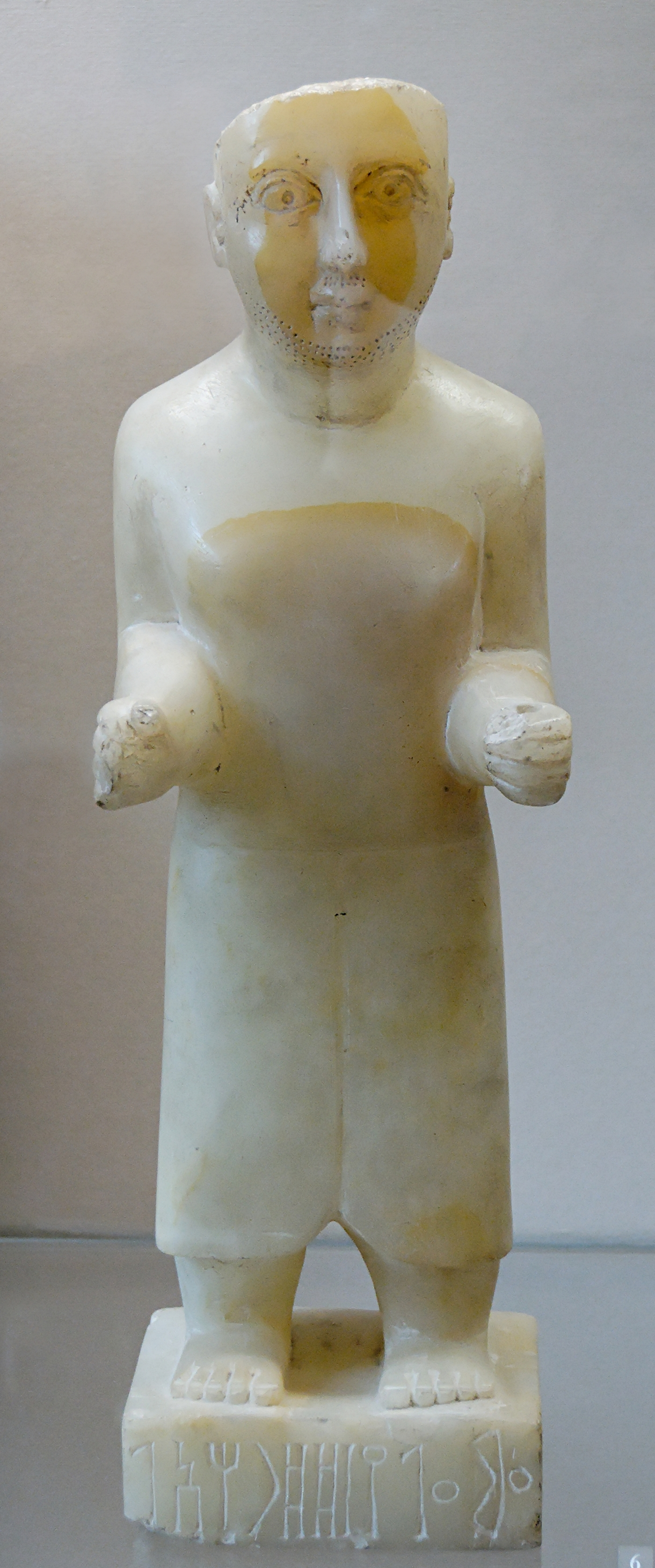
Estatuilla de alabastro (Museo del Louvre)

En los otros reinos, este tipo contrastaba con los «templos de soporte múltiple» hipóstilos que se construyeron con planos de planta cuadrados, rectangulares o incluso asimétricos y estaban rodeados de columnas regularmente espaciadas. En contraste con los templos del antiguo reino de Saba antes mencionados, estas estructuras no estaban dispuestas alrededor de una cella o un altar. Inicialmente, estos templos contenían seis u ocho pilares, pero luego oscilaron entre treinta y cinco. Klaus Schippmann ha identificado otro tipo más: el «templo de la terraza» Hadramita, siete ejemplos de los cuales se conocen hasta la fecha. Se accede a todos estos templos por una gran escalera, que conduce a una terraza cerrada, sobre la cual se encuentra una cella con un podio.
Todavía no está claro si hubo imágenes de deidades, pero las estatuillas de humanos que se dedicaron en el santuario de Marib demuestran que a mediados del siglo I existían moldes de bronce altamente desarrollados, en los que el donante individual fue registrado por medio de una inscripción. Los pedestales de piedra con inscripciones con dedicatorias muestran que las estatuillas votivas hechas de metales preciosos y bronce fueron creadas en Himyar hasta la antigüedad tardía. También había estatuillas de alabastro, figuras que vestían túnicas lisas hasta la rodilla, con los brazos extendidos.

## Escultura

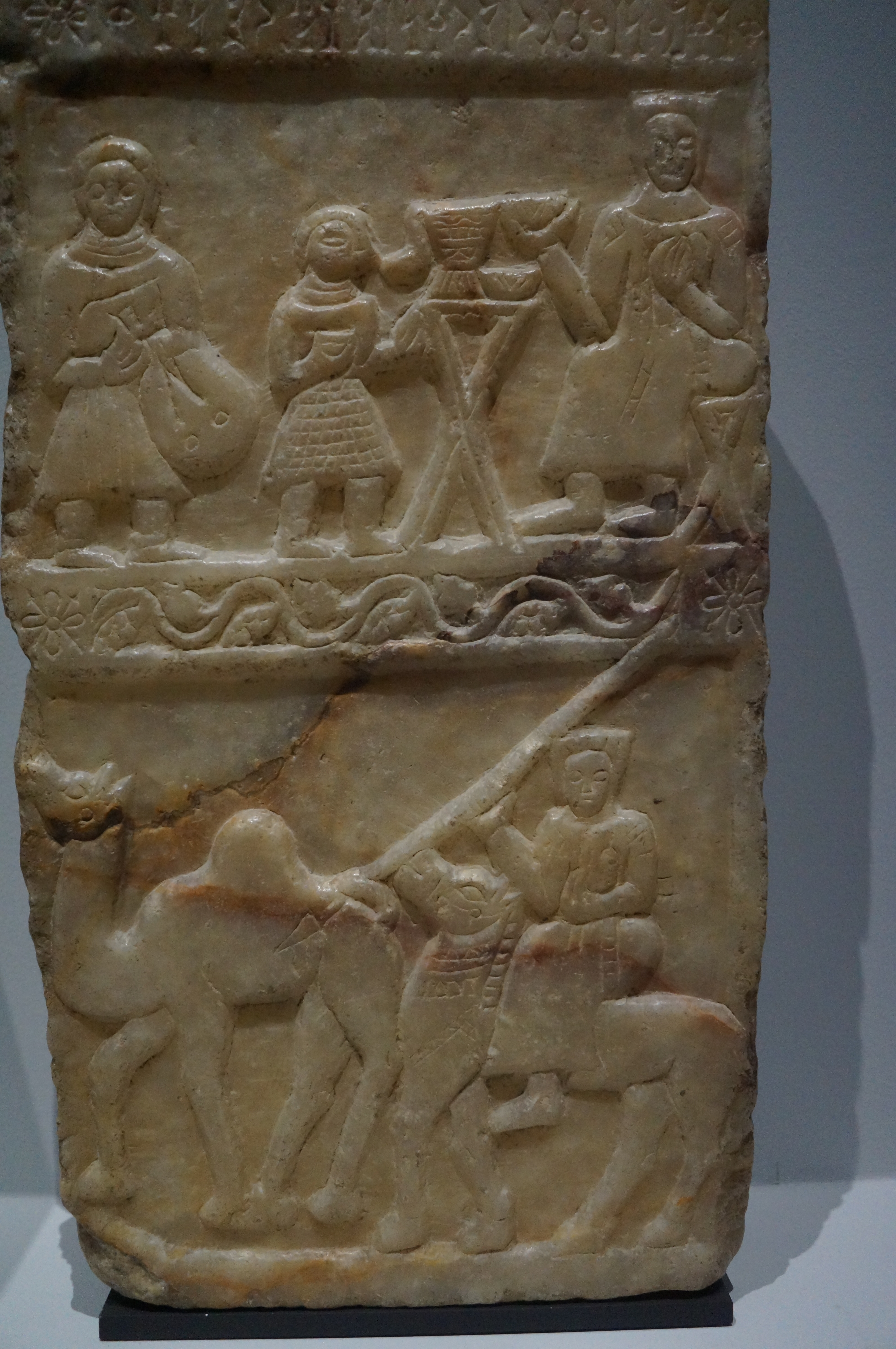
Estela funeraria de alabastro, en la banda superior: escena del banquete con tres personas, en la banda inferior: conductor de camellos con dos camellos; siglos I-III a. C.(Museo Louvre-Lens).

Las obras de arte más notables, aparte de la arquitectura de Arabia Saudita preislámica, son esculturas. Además del bronce y ocasionalmente el oro y la plata, la piedra caliza era un material común para las esculturas, especialmente el alabastro y el mármol. Las características típicas de la antigua escultura de Arabia del Sur son formas de base cúbicas, una forma general regordeta y un énfasis muy fuerte en la cabeza. El resto del cuerpo a menudo se representa únicamente de manera esquemática y reducida; a menudo solo se representa la parte superior del cuerpo. 

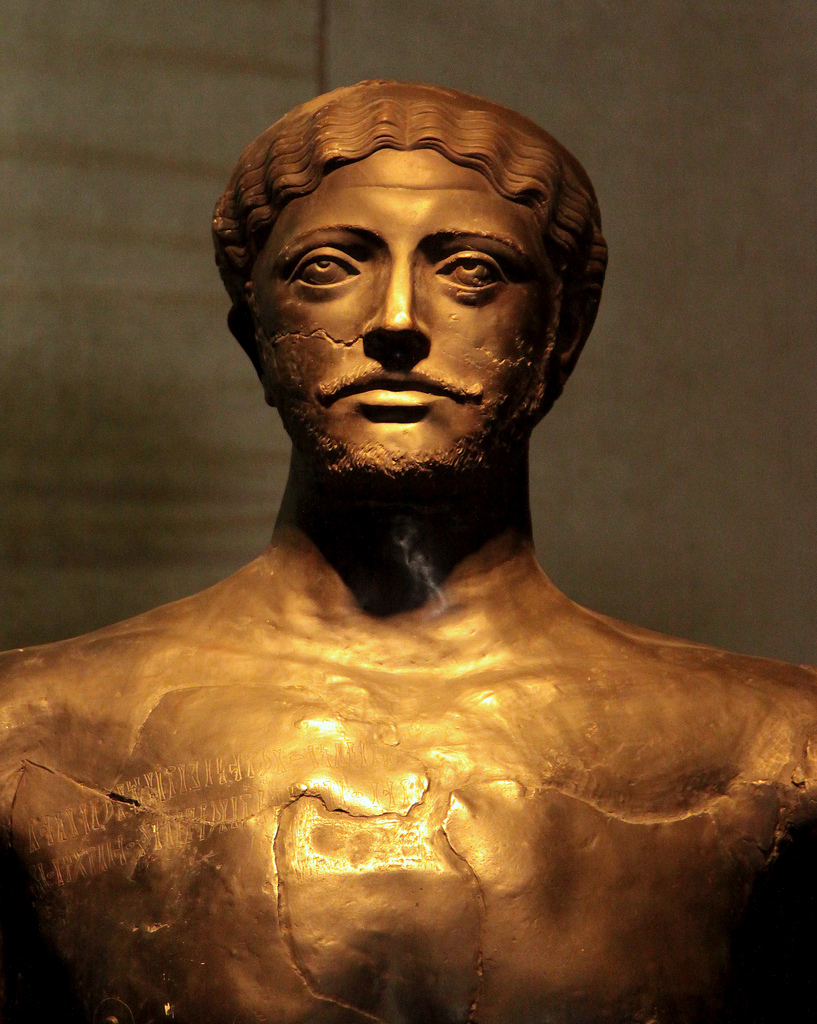
Estatua en bronce de Dhamar Ali Yahbur II (Museo Nacional de Sana).

Gran parte del arte de Arabia del Sur se caracteriza por una atención mínima a la proporción realista, que se manifiesta con orejas grandes y una nariz larga y estrecha.  En la mayoría de los casos, la escultura en redondo y los relieves se enfrentan directamente al espectador; en relieve la perspectiva frontal típica del arte del Antiguo Egipto, en el que la cabeza y las piernas se representan desde un lado, pero el torso desde el frente, se encuentra ocasionalmente. Las pupilas estaban hechas de material coloreado que se insertaba en agujeros en los ojos. Inicialmente, el drapeado no se representa, pero luego se indicaba por surcos o ranuras profundas. No hay características generales en la disposición de brazos y piernas. Hay muy pocos ejemplos de grandes esculturas antiguas de Arabia del Sur, por lo que la inscripción en una estatua de bronce de tamaño natural del hijo del rey sabeano Dhamar Ali Yahbur II, es de particular interés. Revela que la estatua fue hecha por un artista griego y su asistente árabe. 
Mucho más comunes son las pequeñas estatuas de alabastro, retratos y relieves, que generalmente representan personas y más raramente animales o monstruos —dragones y leones alados con cabezas humanas—, y escenas completas en el caso de relieves planos. Una escena particularmente popular muestra una viña con uvas con animales o pájaros mordisqueándola y un hombre que apunta con un arco a un animal —o variaciones al respecto—. Las escenas de la vida también se representan en relieves, como fiestas, batallas y actuaciones musicales, así como escenas de los muertos que se encuentran con una deidad.

## Galería

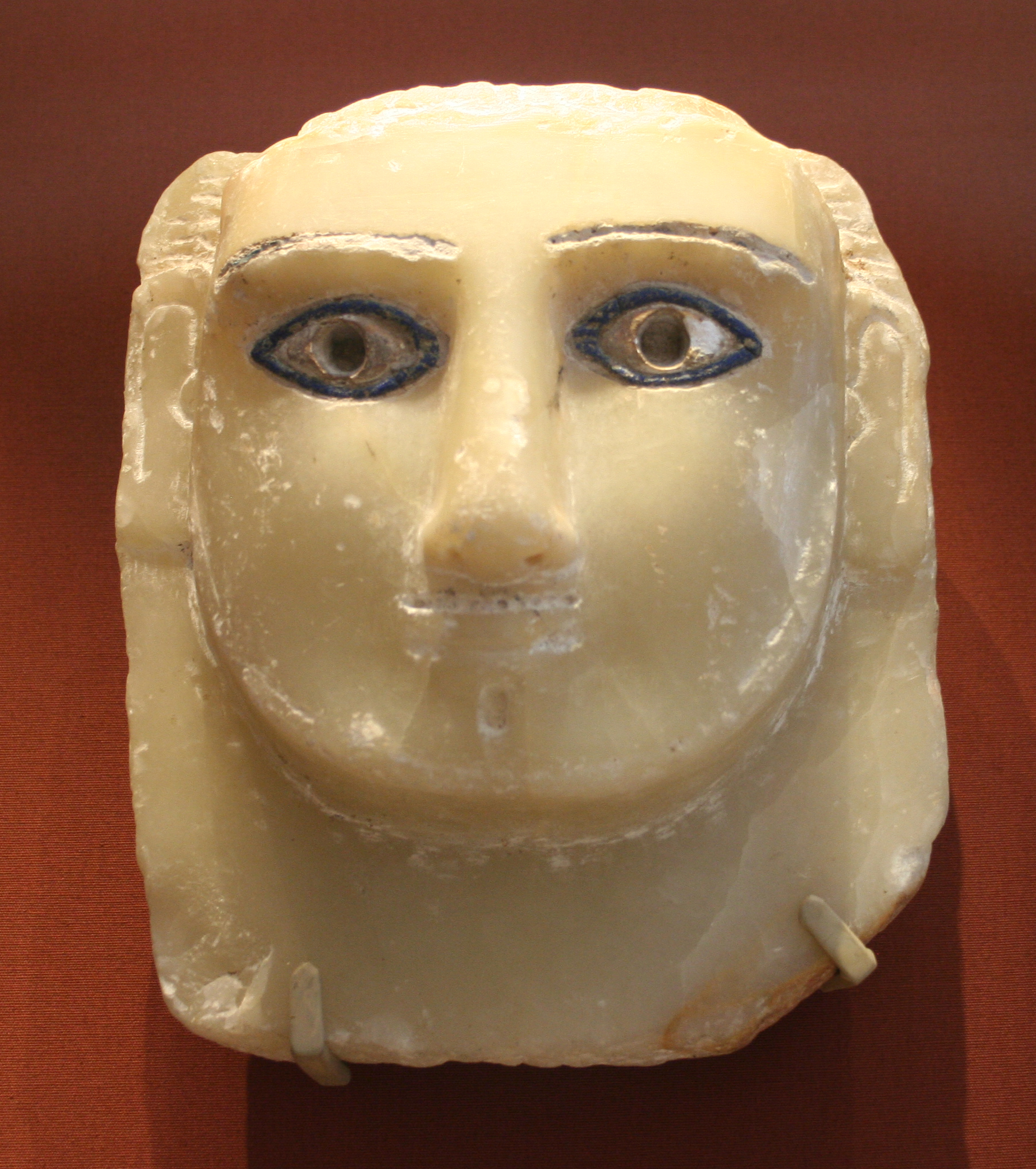
Cabeza de alabastro con ojos insertados (Museo Británico)
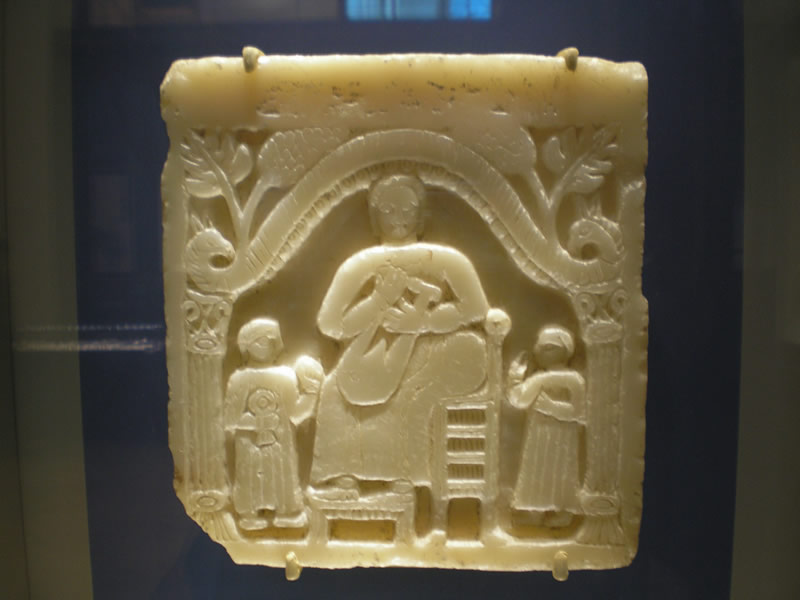
Estela, probablemente de Timna (Museo Británico)
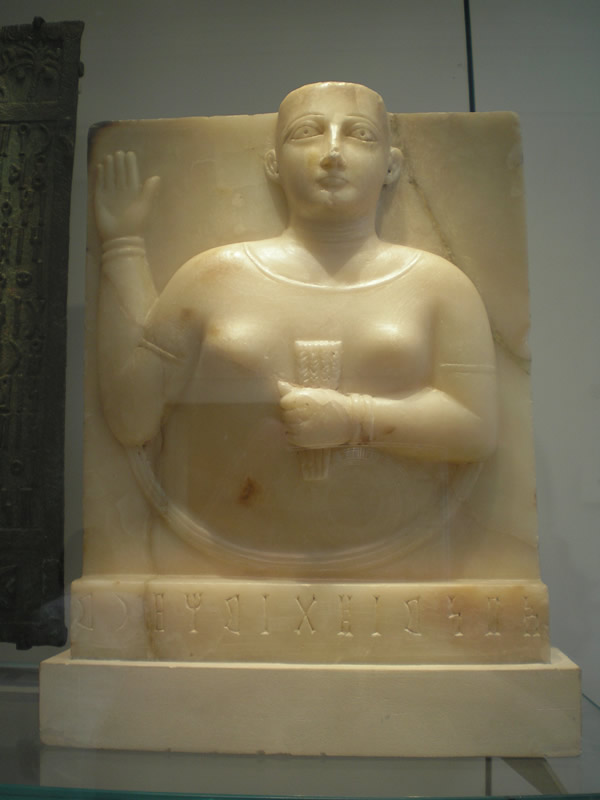
Escultura de piedra calcita (Siglo I) (Museo Británico)

## Artes menores

Pintura mural geométrica, del templo deal-Huqqa.

Junto con las obras de arte más grandes, la antigua Arabia del Sur también produjo una gama completa de diferentes artefactos más pequeños. Como en otros lugares, la cerámica fue un medio importante, pero todavía no ha sido posible organizar este material tipológica o cronológicamente, por lo que, a diferencia del resto del Oriente Próximo, no ayuda a fechar las capas estratigráficas individuales. Sin embargo, algunas declaraciones generales son posibles. La fabricación de cerámica fue muy simple; una parte de la fabricación giraba sobre un torno de alfarero. Las jarras y los tazones de varios tamaños son comunes, en su mayoría decorados con motivos incisos o punteados, pero también se encuentran patrones pintados y con protuberancias, o incluso con cabezas de animales. Además de estos artículos de cerámica cotidianos, también se han encontrado algunas figuras realizadas en este mismo material. 

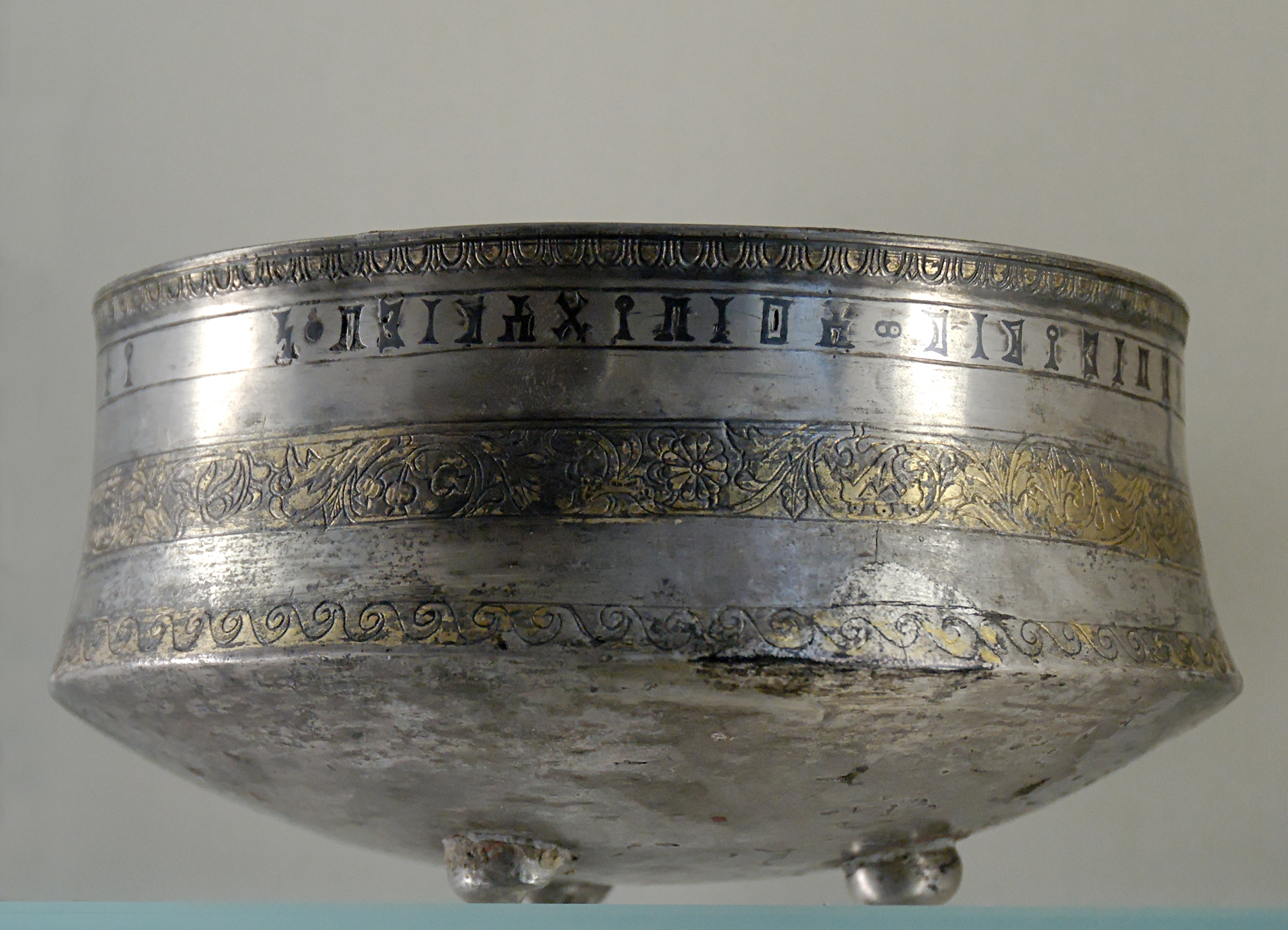
Cuenco de metal Hadramita (-).

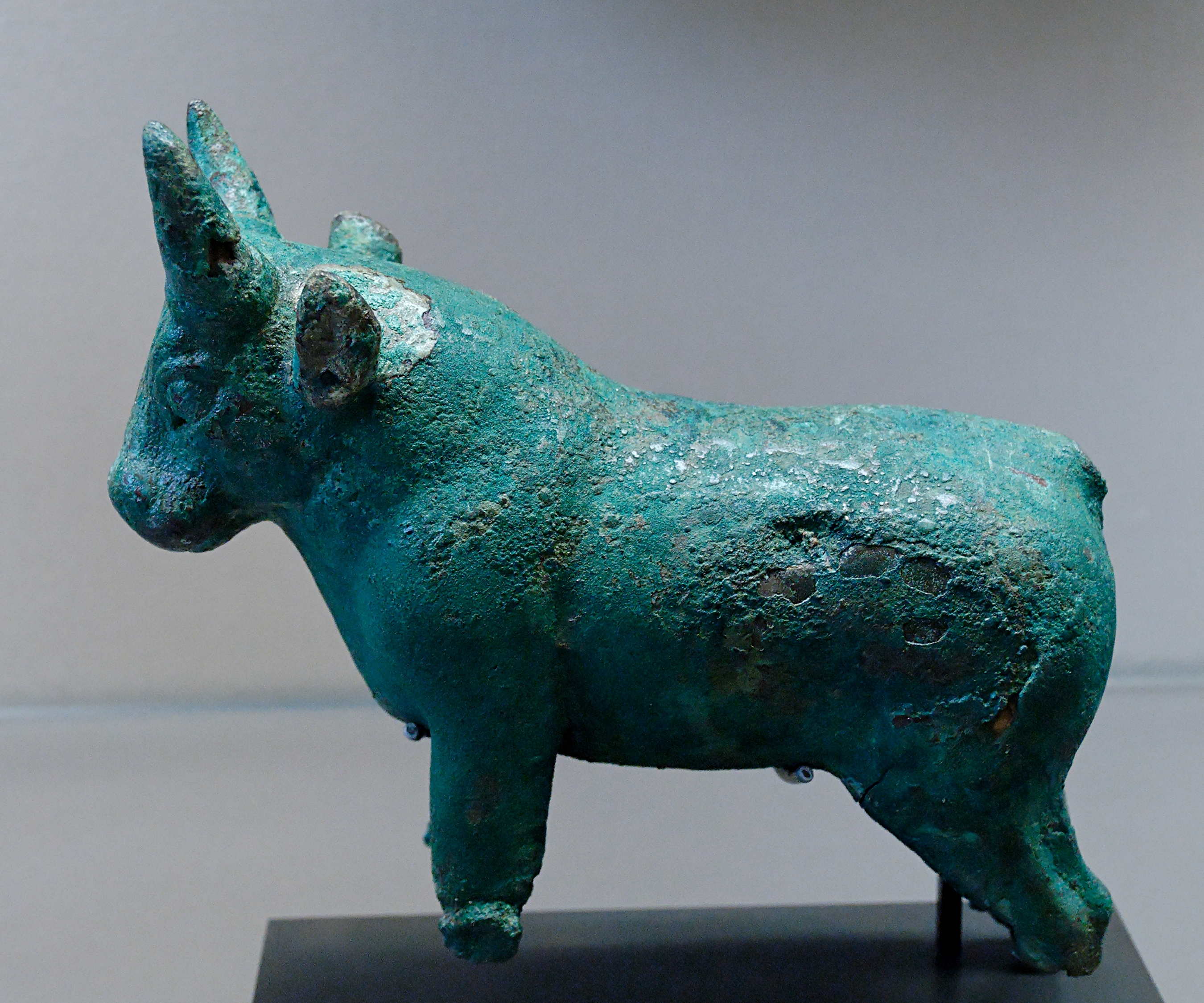
Estatuilla de un toro (Louvre)

Los artefactos de piedra más pequeños incluyen botellas, lámparas de aceite, jarrones y recipientes con cabezas de animales como asas. Relieves e imitaciones de escarabajos egipcios. Además de estos, también hay varios frisos unidos a varias partes de los edificios, que incluyen patrones en zigzag, mosaicos, líneas perpendiculares, dentículos, nichos, pequeñas puertas falsas y meandros, así como elementos florales y figurativos, incluidas series de cabra montés, cabezas y vides de uva. Otros elementos artísticos comunes en los edificios incluyen rosetas y volutas, mazorcas de maíz y granadas. En dos excavaciones, también se descubrieron pinturas murales: pinturas geométricas en el templo de al-Huqqa y pinturas figurativas encontradas por las excavaciones francesas en Shabwat. Los artefactos en madera no han sobrevivido, pero las imágenes de piedra de los muebles nos permiten tener una idea de la antigua carpintería de Arabia del Sur.
Por otro lado, los artefactos pequeños de bronce y cobre son comunes, incluidos los floreros y otros vasos de cobre o bronce repujados, lámparas, manijas y figuras de animales. La joyería también es común, incluyendo collares parcialmente dorados, placas de oro con imágenes de animales y pequeñas esculturas doradas.

## Numismática

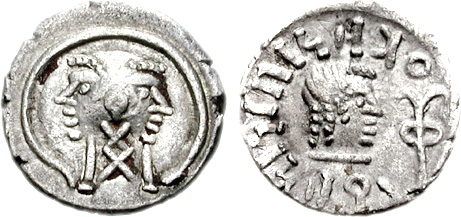
Moneda himyarita de Amdan Bayyin de Raidan (Tipo 9)

Al igual que en otras culturas de la antigua «periferia» que acuñaban monedas, la antigua moneda de Arabia del Sur se basó en la antigua moneda griega. Las monedas de plata son bien conocidas en el sur de Arabia, mientras que las monedas de bronce y oro son relativamente raras. La siguiente tipología generalmente sigue a la de Günther Dembski. Cabe señalar que la numeración de los tipos de monedas únicamente refleja parcialmente una cierta cronología.
1. La moneda más antigua del sur de Arabia probablemente fue acuñada alrededor del 300 a. C., consiste en imitaciones de tetradracmas atenienses de estilo antiguo, con la cabeza de Atenea en el anverso y una lechuza, luna creciente y ramita de olivo en el reverso. Sin embargo, a diferencia de sus modelos, las monedas de Arabia del Sur estaban marcadas con indicaciones de su denominación: unidades completas con la letra n , medias unidades con una g , cuartos con una t y octavas con una s2.
2. Una serie algo posterior tiene varios monogramas y / o letras en el reverso cuyo significado aún no se comprende.
3. El tercero, el grupo Qatabanian tiene una cabeza en ambas caras, con el nombre del estado de acuñación, Harib en Timna, en el reverso.
4. El próximo grupo probablemente también sea Qatabanian. Una lechuza aparece nuevamente en el reverso, junto con el nombre Shahr Hilal, las letras ḏ y ḥ , y el 'monograma Yanuf'.
5. En algún momento del siglo II a. C. viene el siguiente tipo, que imita los tetradracmas atenienses del nuevo estilo, al tiempo que conserva las leyendas y los monogramas de las monedas anteriores.
6. El sexto tipo se distingue del tipo anterior, ya que no tiene inscripción, únicamente símbolos o monogramas.
7. Quizás en relación con la expedición de Aelius Gallus en el 25 a. C., aparecen elementos de la moneda romana en esta acuñación.
8. Un único grupo Hadramita parece completamente diferente. Representan un toro etiquetado como el dios Sin, el nombre del palacio s2qr , una cabeza con una corona radiante o un águila, en varios arreglos.[16]
9. Este tipo es particularmente significativo para la historia de Arabia del Sur. Lleva una cabeza en el reverso, con el nombre de un rey y un estado de acuñación (generalmente Raidan ) y monogramas.
10. Hay algunas monedas de bronce aisladas que tienen una cabeza con letras en el anverso y un águila en el reverso. Probablemente son de Hadhramaut.

El fin de las monedas de Arabia del Sur no tiene fecha, pero probablemente fue en algún lugar alrededor del año 300.